# السياحة في فلسطين
تعد فلسطين من المناطق السياحية المهمة في بلاد المشرق العربي لكثرة الأماكن السياحية وتنوعها فيها ووفرة الآثار القديمة والمزارات والمصايف والمشاتي والمنتجعات الطبيعية والمواقع التي يقدسها أبناء الديانات الإبراهيمية الثلاث. تتميز فلسطين بموقعها الجغرافي باعتبارها نقطة وصل بين قارتي أفريقيا وآسيا، ولأنها كانت محل اهتمام حضارات تاريخية عديدة من كنعانيه مصرية وبابلية وآشورية ويونانية وفينيقية ورومانية ومسيحية وإسلامية، مما أكسبها نموذجاً حضارياً وثقافياً نتيجة اختلاط الشعوب ببعضها، فقد خلّف ذلك وراءه كنوزاً ثمينة من الآثارات إضافةً إلى كون مدنها مدناً سياحية بحد ذاتها.

## السياحة الدينية
تأتي فلسطين في مقدمة مناطق الجذب السياحي والتاريخي في العالم فهي مهوى أفئدة المؤمنين الموحدين وهي مثوى الأنبياء والرسل، ففيها قبلة المسلمين الأولى ومسرى الرسول محمد صلى الله عليه وآله وسلم وفيها مولد وقبر السيد المسيح عليه الصلاة والسلام وآخرين من الأنبياء الكرام عليهم جميعاً السلام، وعلى أرض فلسطين قامت الحضارات وعبرت الأمم وخلفت وراءها شواهد ومعالم ومقدسات.
|  |  |  |

### دير قرنطل
دير قرنطل يقع على جبل الأربعين بارتفاع 350 مترًا فوق مستوى سطح البحر ويطل على منظر رائع لوادي الأردن في مدينة أريحا.
|  |  |  |

### ضريح الباب
ضريح علي محمد رضا الشيرازي معتنق الديانة البهائية ولد في مدينة شيراز الإيرانية عام 1819م، وعند بلوغه الخمسُ وعشرون عاماً ادعى النبوة وأطلق على نفسه لقب «الباب» أي أنه عن طريقه وبإتباعه تدخل الناس الجنة. يقع في مدينة حيفا على جبل الكرمل، تمّ تعيين هذا المكان لدفنه حسين علي النوري الملقب بـِ «بهاء الله» (مؤسس الديانة البهائية).
|  |  |  |

### الحرم الإبراهيمي
الحرم الإبراهيمي هو أقدم مساجد مدينة الخليل، يعتقد أتباع الديانات السماوية بأن جثمان النبي إبراهيم موجود فيه. يحيط به سور كبير يرجح أن أساساته بنيت في عصر هيرودس الأدومي قبل حوالي الألفي عام، والشرفات الواقعة في الأعلى تعود للعصور الإسلامية.
|  |  |  |

### جامع الجزار
يُعتبر مسجد الجزار أحد أهم مساجد شمال فلسطين، لحجمه والفن المعماري الإسلامي الذي يبرز معالمه، مما جعله قبلة المسلمين من مدينة عكا وقضائها، يؤمّه العديد من السائحين ليتمتعوا بجمال وعظمة هذا البناء، ونوعية الكتابة الفاخرة لمختلف الآيات القرآنية التي تحيط بالقسم العلوي من الجدران.
|  |  |  |

### مسجد حسن بك
جامع حسن بك في يافا، مسجد أثري يعود للحقبة العثمانية في فلسطين، يقع على شاطئ البحر الأبيض المتوسط، بحي المنشية تحديداً. يُعتبر من أهم الأثار المعمارية الإسلامية والعربية الباقية في يافا.
|  |  |  |

### المسجد الأبيض
المسجد الأبيض في الرملة، مسجد أثري يعود للعهد الأموي في فلسطين، يقع في بلدة الرملة القديمة. يُعتبر من أهم الأثار المعمارية الإسلامية والعربية الباقية في الرملة.
|  |  |  |

### كنيسة القديس بطرس
تُعتبر من أهم الكنائس، ليس في يافا وحسب إنما في فلسطين وذلك بسبب زيارة القديس بطرس الرسول خليفة يسوع المسيح لهذا المكان وبقائه ثلاثة أيّام عند شخص يُدعى سمعان الدبّاغ.
|  |  |  |

### كنيسة مريم المجدلية
هي كنيسة روسية ارثودكسية تقع على المنحدرات الغربية لجبل الزيتون في القدس، وقد بنيت لمريم المجدلية تلميذة السيد المسيح التي ذهبت ورائه في طريقه ليصلب وكانت الأولى التي رأته بعدما عاد للحياة. تعتبر الكنيسة واحدة من أجمل كنائس القدس وفلسطين عامةً.
|  |  |  |

### كنيسة كل الأمم
تقع على جبل الزيتون في مدينة القدس، يوجد فيها صخرة حيث يُعتقد أن المسيح عليه السلام قد صلى هناك في الليل قبيل اعتقاله.
|  |  |  |

### كنيسة المهد
كنيسة المهد هي الكنيسة التي ولد فيها يسوع المسيح في موقعها، تقع في بيت لحم. بناها الإمبراطور قسطنطين عام 335م. تعتبر من أقدم كنائس فلسطين والعالم، والأهم من هذا حقيقةً أنَّ الطقوس الدينية تقام بانتظام حتّى الآن منذ مطلع القرن السادس الميلادي حين شيّد الإمبراطور الروماني يوستنيان الكنيسة بشكلها الحالي.
|  |  |  |

### كنيسة البشارة
كنيسة البشارة الكاثوليكية والتي تعرف أيضًا باسم بازيليكا البشارة، هي أبهى وأجمل موقع في مدينة الناصرة وتعتبر إحدى الكنائس الأكثر قدسية في العالم المسيحي. الكنيسة، ذات الحضور البارز في مركز المدينة، أنشئت حيث كان فيه بيت مريم، والدة يسوع. في الطابق السفلي من الكنيسة يقع قدس الأقداس: مغارة مريم، المغارة التي تروي التقاليد المسيحية الكاثوليكية أنه نزل فيها الملاك جبرائيل على مريم وزف إليها البشرى بأنها ستحمل المسيح في رحمها.
|  |  |  |

### عين العذراء
عين العذراء أو بئر مريم هي نبع ماء الموجودة بساحة العين في مدينة الناصرة. نسبت هذه العين إلى مريم العذراء لأنها كانت تستقي الماء للشرب منها.
|  |  |  |

### كنيسة الصعود للطائفة الارثوذكسيه
|  |  |  |  |  |  |

## السياحة العلاجية

### البحر الميّت
يُعتبر البحر الميت من مناطق السياحة العلاجية الأكثر نشاطاً في المنطقة حيث يقال أن الأملاح الموجودة به تشفي كثيراً من الأمراض الجلدية مثل الصدفية والحساسيات الجلدية المتنوعة، فعندما يلتقي ماء البحر بصخور الشاطئ فإنها تصطبغ بلون الثلج من جراء الأملاح المتجمعة على صخور الساحل، وأيضاً يُعتبر من المراكز الاقتصادية التي تبنى عليها كثير من الصناعات مثل مصانع الملح ومصانع المستحضرات التجميلية والعلاجية. وقد أقيمت الكثير من المنتجعات على كلا شاطئيه الشرقي والغربي. وقد رشح ليكون أحد عجائب الدنيا الطبيعية في نطاق البحيرات.
|  |  |  |  |

### ينابيع الحمة
تعتبر الحمة من المناطق الواقعة بين الخط الفاصل بين سوريا وفلسطين وينابيعها الحارة من أهم المواقع السياحية في عموم المنطقة، فالمكان ساحر بمعالمه الطبيعية، وبساتينه الخضراء، وآثاره القديمة، وينابيعه المعدنية الحارة، ومميز بانخفاضه عن مستوى سطح البحر. وهي مشتى نموذجي، منحته الطبيعة كل مقومات جذب الإنسان، من المياه الحلوة للشرب، والمعدنية الساخنة للمعالجة، والتربة الخصبة للزراعة، ولاسيما الحمضيات، والموز، وبواكير الخضراوات، إضافةً إلى المناخ المعتدل شتاءً.

### ينابيع طبريا
توجد على الضفة الشمالية الغربية للبحيرة ومياهها مالحة ودرجة حرارتها عالية، وقد عرف الرومان أهمية هذه الينابيع التي تشفي بعض الأمراض فقاموا ببناء الحمامات بالقرب منها.

### ينابيع المالح
تقع في وادي المالح شرقي مدينة طوباس وفيها الحمامات الرومانية.

## السياحة الثقافية

### أبراج الساعة
في عام 1901م بدأ العثمانيون ببناء سبعة أبراج ساعة في سبعة مدن فلسطينية وهي: (العاصمة القدس، حيفا، عكا، يافا، صفد، الناصرة ونابلس) وذلك احتفالاً لمرور 25 عامًا لاعتلاء السلطان عبد الحميد الثاني العرش العثماني. تعد هذه الأبراج من أهم المعالم الأثرية الباقية في فلسطين، فاليوم بقي منها ستة أبراج فقط، فبرج ساعة القدس هدمته القوات البريطانية فور دخولها المدينة فلم يرق لها أن يكون هناك معلمًا مميزًا يعود صلته بالدولة العثمانية التي حكمت المنطقة من قبلهم وأنّ القدس حينها كانت تحت سيطرتهم فقاموا بهدمه عام 1917م.
|  |  |  |

|  |  |  |  |

### قصر هشام
قصر هشام يقع في محافظة أريحا، يُعتبر من أهم المعالم الأثرية في فلسطين، شيده الخليفة الأموي هشام بن عبد الملك سنة (724-743م) والوليد بن يزيد (743–749م) ليكون مقراً للدولة.
|  |  |  |

### خان العمدان
أقامه أحمد باشا الجزار سنة 1785م في مدينة عكا، هو مبنى مربع الشكل من طابقين يرتكز على أعمدة من الغرانيت جلبها الجزار من قيسارية. بني برج الساعة عليه سنة 1906م بمناسبة اليوبيل الخامس والعشرين لجلوس السلطان عبد الحميد الثاني على العرش في إستانبول.
|  |  |  |

### بيت الشرق
بيت الشرق كان مقر قيادة منظمة التحرير الفلسطينية ما بين 1980م و1990م. يقع في مدينة القدس تم بنائه في سنة 1897م من قبل إسماعيل موسى الحسيني، وتم وراثته من قبل عائلة الحسيني منذ ذلك الحين، إقتحمه الإسرائيليون سنة 2001م، وأوقفوا العمل به.
|  |  |  |

### برج القلعة
برج قلعة القدس يقع في الجهة الشمالية الغربية للبلدة القديمة للقدس، داخل باب الخليل. تعتبر من أهم معالم مدينة القدس، يطلق عليها اسم القلعة أو قلعة باب الخليل أو قلعة القدس.
|  |  |  |

### تل السلطان
يقع تل السلطان في سهل وادي الأردن، على بعد عشرة كيلومترات شمال البحر الميت. وبتاريخه الذي يعود إلى العصر الحجري الحديث يمثل تل السلطان أقدم مدينة مأهولة في العالم. يرتفع تل السلطان 21 متراً عن مستوى الأرض المحيطة به، وتصل مساحته إلى حوالي 5 هكتارات. ويقع بالقرب من نبع عين السلطان، وهو نبع ماء فوار على مدار العام، وفي وسط منطقة زراعية خصبة ذات تربة طمية ومناخ شبه استوائي حار صيفاً ومعتدل شتاءً.
|  |  |  |

## السياحة الترفيهية

### بحيرة طبريا
هي بحيرة حلوة المياه تقع بين منطقتي الجليل والجولان على الجزء الشمالي من مسار نهر الأردن. يبلغ طول سواحلها 53 كم وطولها 12 كم وعرضها 13 كم، ومساحتها تبلغ 166 كم2. أقصى عمق فيها يصل إلى 46 متراً. تنحدر من قمة جبل الشيخ الثلجية البيضاء المياه الغزيرة لتشكل مجموعة من الينابيع التي تتجمع بدورها لِتُكَوِّن نهر الأردن. البحيرة والمنخفض حولها هما جزء من الشق السوري الأفريقي.
|  |  |  |

### جبل الشيخ
منتجع جبل الشيخ يوجد فيه مسارات تزلج، إضافةً إلى 11 قطار هوائي، يُعد جبل الشيخ ومحيطه مركزاً للسّياحة والإستجمام حيث يمنح الزّائرين متنوعاً من الفرص لقضاء أوقاتهم فيه طيلة اليوم.
|  |  |  |

### كياكيم كفار بلوم
مركز الفعاليات المائية في كفار بلوم من خلال التجديف في القوارب على جداول ومسارات المياه الطبيعية. هذه المسارات تحوي على شلالات في منطقة الجليل. في مجرى نهر الحاصباني، حيث التقاءه مع نهر بانياس ليُشكّل نهر الأردن.
|  |  |  |

## مواقع سياحية حسب المدينة

### نابلس
يوجد في مدينة نابلس العديد من الأثر والتي تعود إلى العهد البيزنطي والإسلامي، أما الوجهات الرئيسية للسياحة فتضم: المدرج الروماني (نابلس)، البلدة القديمة (نابلس)، تل بلاطة، تل صوفر. بالإضافة إلى العديد من المساجد والكنائس القديمة. وخان الوكالة.

### طولكرم
تضم مدينة طولكرم مجموعة من المواقع السياحية والتاريخية.

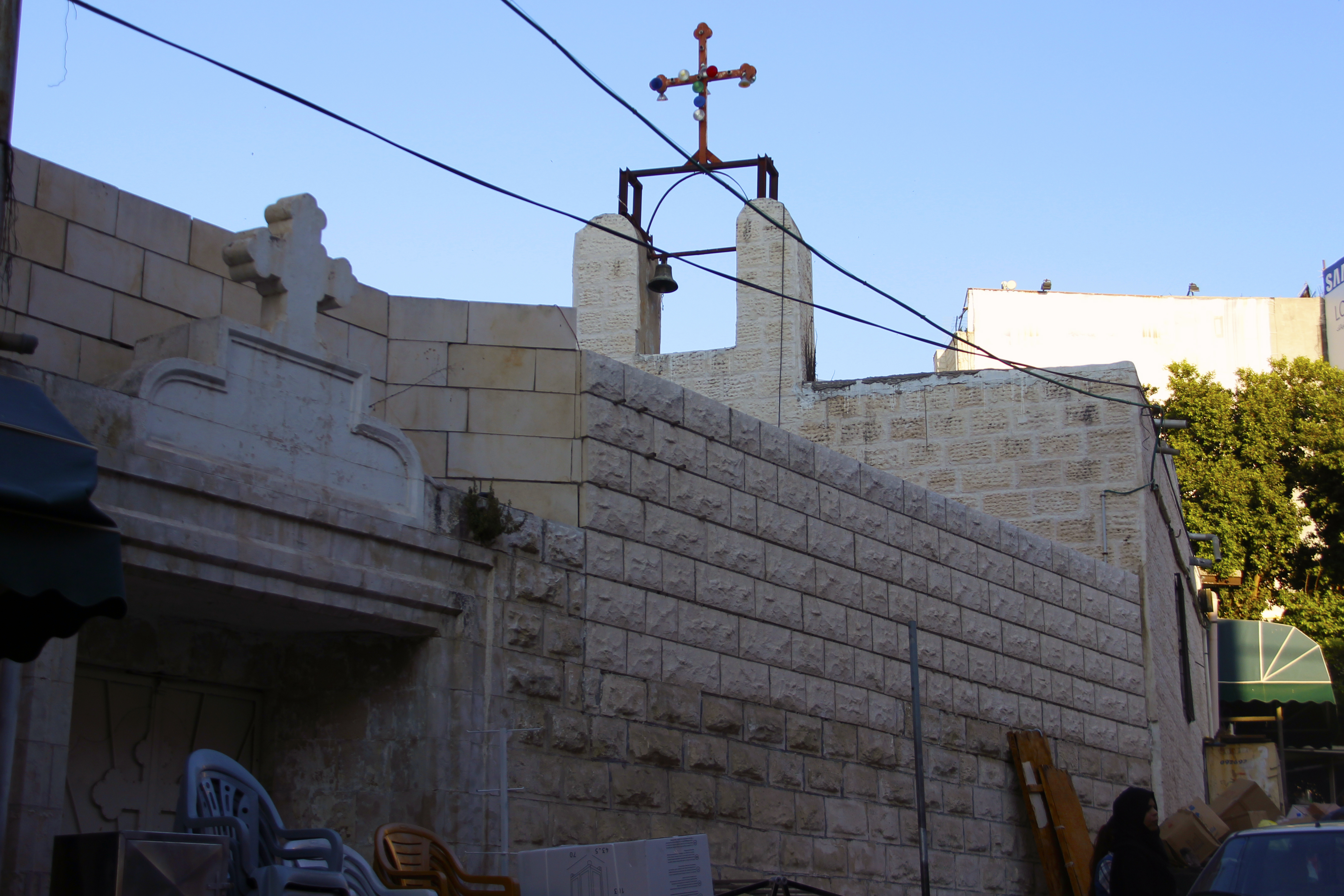
كنيسة طولكرم للروم الأرثوذكس التاريخية
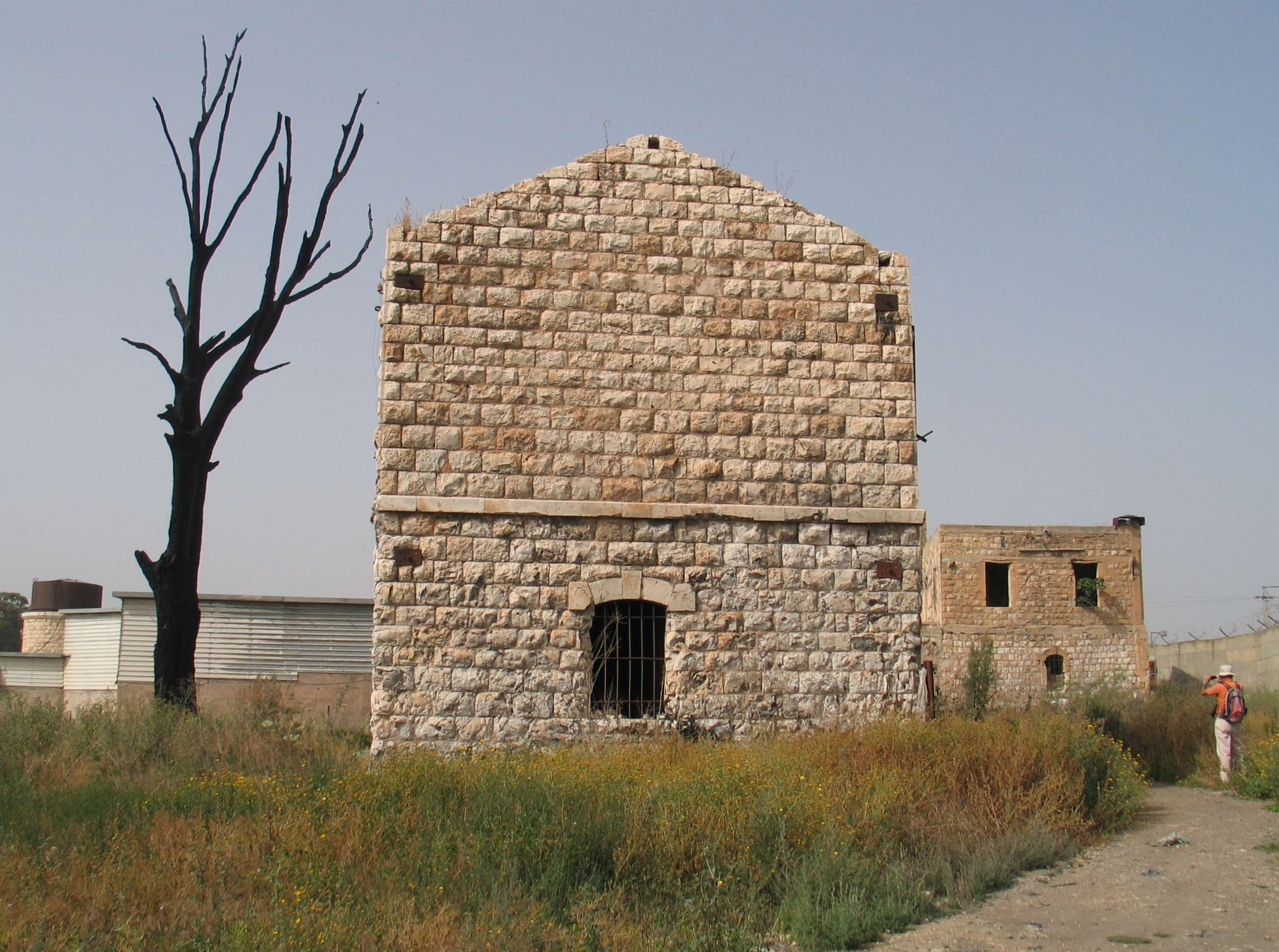
محطة قطار طولكرم